# Plagiotrypes solitarius
Plagiotrypes solitarius är en stekelart som först beskrevs av Cresson 1874.  Plagiotrypes solitarius ingår i släktet Plagiotrypes och familjen brokparasitsteklar. Inga underarter finns listade i Catalogue of Life.